# Gonam
Der Gonam (russisch Гонам; jakutisch Гуонаам, Guonaam; Oberlauf auch Monam) ist ein 686 km langer linker Nebenfluss des Utschur in Ostsibirien (Russland, Asien).

## Verlauf
Der Gonam entspringt in etwa 1300 m Höhe am 1620 m hohen Berg Tiptur am Hauptkamm des Stanowoigebirges. Die Quelle befindet sich im Süden der Republik Sacha (Jakutien) unweit der Grenze zur Oblast Amur, in der gut 80 km südwestlich die Stadt Tynda an der Baikal-Amur-Magistrale (BAM) liegt. Im Oberlauf durchfließt der Gonam mäandrierend ein weites Tal nördlich des Stanowoi-Hauptkammes in östlicher bis nordöstlicher Richtung. Nach mehreren Dutzend Kilometern verengt sich das Tal, und der Gonam durchfließt bis zu seiner Mündung unter Beibehaltung der insgesamt ostnordöstlichen Richtung in zumeist weiten Bögen das Aldanhochland. Insbesondere am unteren Mittellauf gibt es eine Vielzahl von Stromschnellen. Der Fluss ist in Mündungsnähe mehr als 300 Meter breit und zwei Meter tief, und die Fließgeschwindigkeit beträgt dort 1,6 m/s.
Die bedeutendsten Nebenflüsse sind Sutam (Länge 351 km), Altan-Tschaidach, Ningam und Algama (426 km) von rechts sowie die Ytymdscha (121 km, auch Intimdi) von links. Im Einzugsgebiet gibt es etwa 1800 Seen, vorwiegend im Bereich der Oberläufe des Gonam und seiner Zuflüsse.
Von der Mündung der Algama in den Gonam bis zur Mündung des Gonam in den Utschur sind es nur gut drei Kilometer; auf diesem Abschnitt markiert der Fluss die Grenze zwischen der Republik Sacha und der Region Chabarowsk.

## Hydrologie
Das Einzugsgebiet des Gonam umfasst 55.600 km².
Der Fluss friert von Ende Oktober bis Mitte Mai zu.

## Nutzung und Infrastruktur
Der Unterlauf des Gonam (unterhalb der Stromschnellen) ist bedingt schiffbar, gilt jedoch nicht als Binnenwasserstraße.
Das durchflossene Gebiet ist größtenteils der Verwaltung der Stadt Nerjungri unterstellt, gehört nur im Unterlauf zum Ulus (Rajon) Aldan und ist praktisch unbesiedelt. Am Fluss und in seiner Nähe gibt es keine Ortschaften. Der Oberlauf wird von einem Fahrweg erreicht, der von der Siedlung Nagorny an der gut 50 km Luftlinie an der Amur-Jakutischen Magistrale sowie der ihr folgenden Fernstraße A360 ausgeht und der Erkundung und Ausbeutung von Goldlagerstätten in diesem Gebiet diente. Ansonsten fehlt jegliche Verkehrsinfrastruktur.

## Geschichte
Vom Gonam aus, an dem er einem Teil seiner Leute zurückließ, überquerte der Kosake Wassili Pojarkow im Winter 1643/44 das Stanowoigebirge und erreichte als erster Russe das Amurbecken.